# Задача о марьяже
Задача о марьяже или задача о стабильных браках — математическая задача из области кооперативных игр. Требуется найти стабильные соответствия между элементами двух множеств, имеющих свои предпочтения. В более простой формулировке: составить брачные пары из женихов и невест таким образом, чтобы мужа из одной семьи и жену из другой не тянуло друг к другу сильнее, чем к своим законным супругам. Решение задачи отмечено Нобелевской премией по экономике 2012 года.
Решение задачи было описано в 1962 году математиками Дэвидом Гэйлом и Ллойдом Шепли. Набор правил, следование которым всегда приводит к образованию стабильных пар, получил название алгоритма Гэйла — Шепли или «алгоритма отложенного согласия».
Множество практических механизмов на основе алгоритма Гэйла — Шепли разработал нобелевский лауреат Элвин Рот.
Эти механизмы были внедрены в деятельность больниц по набору врачей и интернов, в правила многих американских профессиональных спортивных ассоциаций по набору спортсменов в команды.
В соответствии с предложенными институциональными механизмами фирмы набирают на стажировку сотрудников, суды нанимают секретарей, родители находят подходящие школы для детей.
Модель марьяжа в целом описывает последовательность действий индивидов при формировании пар на «рынках попутчиков» для совместных поездок, в некоторых видах спорта (парное фигурное катание, спортивные танцы), поведение участников в интерактивных реалити-шоу и пр.

## Формулировка
Задачу можно сформулировать следующим образом:

Пусть даны два множества M и Ж, причём для каждого элемента из М элементы из Ж отсортированы в некотором порядке. То есть мы можем говорить, какие элементы Ж для данного элемента m из М являются более предпочтительными, а какие менее. Сортировки, конечно же, для каждого элемента могут быть свои. Аналогичные предпочтения введены и для элементов из Ж. Суть задачи сводится к разбиению M и Ж на пары. В каждую пару берется по одному элементу из M и из Ж. При этом в результате мы должны получить не просто разбиение, а так называемое стабильное разбиение. Стабильность — общее понятие для теории игры, которое в данном конкретном случае означает, что отсутствуют пары (m, ж) и (m', ж'), обладающие таким свойством: для m элемент ж' является предпочтительнее ж, а для ж' элемент m является предпочтительнее m'.— Андрей Коняев. Давай поженимся. // Lenta.ru 15.10.2012

## Решение
Существует конструктивный метод нахождения одного из решений задачи.
- мужчины делают предложение наиболее предпочитаемой женщине;
- каждая женщина из всех поступивших предложений выбирает наилучшее и отвечает на него «может быть», на все остальные отвечает «нет»;
- мужчины, получившие отказ, обращаются к следующей женщине из своего списка предпочтений, мужчины, получившие ответ «может быть», ничего не делают;
- если женщине пришло предложение лучше предыдущего, то она прежнему претенденту (которому ранее сказала «может быть») говорит «нет», а новому претенденту говорит «может быть»;
- если женщине пришло наилучшее предложение, то она прежнему претенденту (которому ранее сказала «может быть») говорит «нет», а новому претенденту говорит «да» и далее предложений не принимает;
- шаги повторяются, пока у всех мужчин не исчерпается список предложений, в этот момент женщины отвечают «да» на те предложения «может быть», которые у них есть в настоящий момент.

Максимальное количество шагов для реализации алгоритма: {\displaystyle O(n^{2})} шагов, где {\displaystyle n} — число мужчин и женщин.

### Свойства решения
В результате невозможно завести новый брак — если у мужчины А в списке есть женщина Б и наоборот, хотя бы один женится. Соответственно, если списки полные, женятся все мужчины или выходят замуж все женщины.
Аналогично женщины могут ходить по мужчинам. Совпадают ли получившиеся браки? Не обязательно, и контрпример прост. Пусть есть два мужчины и две женщины. Андрей предпочитает Веру, Борис — Галю. Женщины наоборот — Вера Бориса, Галя Андрея (но и на другом жениться или выйти замуж за другого все четверо не прочь). Если мужчины ходят по женщинам — Андрей женится на Вере, Борис на Гале. Если женщины по мужчинам — Андрей на Гале, Борис на Вере.
При этом, если мужчины делают предложения женщинам, мужчины получат самый лучший для себя результат из всех устойчивых паросочетаний: не существует устойчивого паросочетания, чтобы все мужчины оказались в том же или лучшем положении. Мало того, алгоритм слабо стоек к мужским коалициям: несколько мужчин не могут скоординированно изменить списки предпочтения, чтобы путём эксплуатации этого алгоритма строго улучшить результат всем членам коалиции. Улучшить хотя бы одному и не ухудшить остальным коалиция иногда способна.
Для женщин результат, наоборот, будет наихудшим: не существует устойчивого паросочетания, чтобы все женщины оказались в том же или худшем положении. Алгоритм не стоек к женским коалициям: если в предыдущем примере Вера откажется от Андрея, а Галя от Бориса, женщины найдут себе оптимальную пару.

## Подобные задачи
- обобщение на неравное число партнёров;
- задача о выборе учебного заведения (в одно заведение может поступить несколько студентов);
- задача о соседях по комнате — вместо двух множеств (мужчин и женщин) имеется только одно множество;
- когда среди врачей возникают браки, и супругам хочется работать в одной больнице.

## Реализация в программировании
Пример на языке Си:
```
#include
"conio.h"

#include
"stdio.h"

int
 
make_offer
(
int
);

const
 
int
 
n
 
=
 
5
 
+
 
1
;
 
// dlya matritsy 5x5

int
 
mass_index
[
n
];
  
//massiv tekuschego indeksa muzhchin

int
 
mass_offer
[
n
];
  
// massiv tekuschih predlozheniy zhenschin

int
 
massA
[
n
][
n
],
massB
[
n
][
n
];

int
 
global_i
;

void
 
main
(){

	
int
 
i
,
j
,
offer
,
count
,
count_0
=
0
;

	
for
 
(
i
=
1
;
i
<
n
;
i
++
){
mass_index
[
i
]
 
=
 
1
;
 
mass_offer
[
i
]
 
=
 
-1
;};

	
FILE
 
*
f
;

	
f
 
=
 
fopen
(
"input.txt"
,
"r"
);

	
for
 
(
i
=
1
;
 
i
<
n
;
 
i
++
)

		
for
 
(
j
=
1
;
 
j
<
n
;
 
j
++
)

			
fscanf
(
f
,
"%d"
,
 
&
massA
[
i
][
j
]);

	

	
for
 
(
i
=
1
;
 
i
<
n
;
 
i
++
)

		
for
 
(
j
=
1
;
 
j
<
n
;
 
j
++
)

			
fscanf
(
f
,
"%d"
,
 
&
massB
[
i
][
j
]);

	
fclose
(
f
);

	
global_i
 
=
 
1
;

	

	
int
 
x
;

	
while
 
(
count_0
 
!=
 
n
-1
){

		
x
 
=
 
make_offer
(
global_i
);

		
if
 
(
x
 
==
 
0
){

			
count_0
++
;

			
global_i
 
=
 
count_0
 
+
 
1
;

		
}

		
else
 
global_i
 
=
 
x
;
  

	
}

	
for
 
(
i
=
1
;
 
i
<
n
;
 
i
++
)

		
printf
(
"%d - %d 
\n
"
,
 
i
,
 
mass_offer
[
i
]
 
);

	
getch
();

}

int
 
make_offer
(
int
 
count
){

		
int
 
offer
,
 
i
;

		

		
offer
 
=
 
massA
[
count
][
mass_index
[
count
]];

		
if
 
(
mass_offer
[
offer
]
 
==
 
-1
){

			
mass_offer
[
offer
]
 
=
 
count
;

			
return
 
0
;

		
}

		
else
{

			
for
 
(
i
=
1
;
 
i
<
n
;
 
i
++
){

				
if
 
((
massB
[
offer
][
i
]
 
==
 
mass_offer
[
offer
])
 
|
 
(
massB
[
offer
][
i
]
 
==
 
count
))

					
if
 
(
massB
[
offer
][
i
]
 
==
 
mass_offer
[
offer
]){
 

						
mass_index
[
count
]
++
;

						
return
 
count
;
 

					
}

					
else
{
 

						
int
 
x
 
=
 
mass_offer
[
offer
];

						
mass_index
[
mass_offer
[
offer
]]
++
;

						
mass_offer
[
offer
]
 
=
 
count
;

						
return
 
x
;
 

					
}

			
}

		
}

}

```